# Apósito

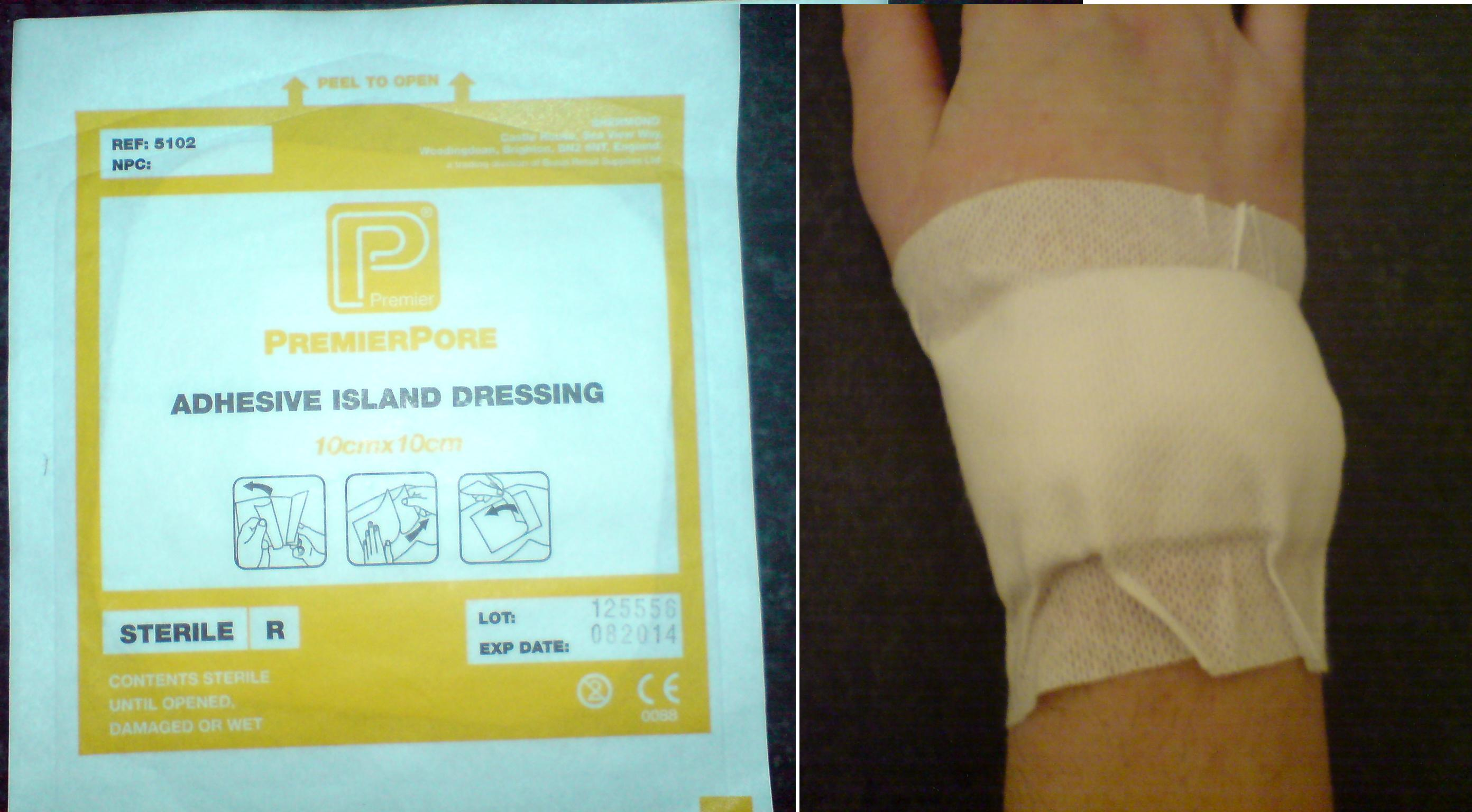
Un apósito adhesivo en su envase y usado en una muñeca.

Un apósito es cualquiera de los diferentes productos sanitarios empleados para cubrir y proteger una herida.
La finalidad del apósito es la reepitelización del tejido dañado y en consecuencia la cicatrización de la herida. Para conseguir esto hemos de tener en cuenta los factores que promueven la cicatrización de las heridas:
- Un medio húmedo que favorezca la migración celular.
- Un pH ácido que dificulte la colonización bacteriana.
- Tensión superficial en oxígeno baja, que favorezca la revascularización.
- Un medio semioclusivo que favorezca la síntesis de colágeno y disminuya la inflamación.

## Características
Consecuencia del favorecimiento de la cicatrización, algunas de las características de los apósitos habrán de ser:
- Impermeabilidad a los gérmenes, partículas y agua.
- Capacidad de absorción.
- Favorecimiento del pH ácido.
- Esterilidad.
- Permeabilidad a los gases.

A estas propiedades habría que añadirles otras derivadas de la interacción con el organismo:
- Elasticidad y flexibilidad.
- Baja adherencia a la herida.
- Alto grado de cohesión.
- No tóxico.
- No alergizante.
- Proporcionar aislamiento térmico.[3]

## Clasificación
| Clasificación de los apósitos. |              | |
| Apósitos estériles combinados  | Secos        | Adhesivos: - Soporte de poliuretano - Soporte de tejido sin tejer - Soporte de poliuretano con hidrocoloides |
| Apósitos estériles combinados  | Secos        | No adhesivos |
| Apósitos estériles combinados  | Impregnados  | - Parafina y/o lanolina - Triglicéridos - Silicona |
| Apósitos estériles laminares   |              | - Apósito estéril laminar de poliuretano. - Apósito semipermeable adhesivo. |
| Apósitos estériles activos     | Laminares    | - Hidrogeles - Hidrocoloides - Fibra de hidrocoloide - Alginatos - Geles de poliuretano - Espumas de poliuretano - Espumas de gelatina - Colágeno.                                                                                |
| Apósitos estériles activos     | No laminares | - Dextranómeros (gránulos) - Hidrogeles (semisólidos) - Hidrocoloides (gránulos, polvos, semisólidos) - Hidrogel con alginato (semisólido) - Hidrogel con hidrocoloide (semisólido) - Espuma de poliuretano (trociscos en bolsas) |

## Indicaciones
Los apósitos o coberturas permiten aislar, proteger y optimizar el proceso de cicatrización si la adecuada elección de éste es capaz de brindar un ambiente óptimo necesario que preserve los principios fisiológicos básicos de humedad, calor, oxigenación y circulación sanguínea.
Sin embargo, las heridas o úlceras que podemos encontrarnos son de muy variadas características: húmedas, secas, infectadas, no infectadas, necróticas, sucias, limpias, etcétera. Por ello, lo ideal es la adaptación del tipo de apósito a las características de la úlcera o herida. En función de ello, las indicaciones recomendadas de cada tipo de apósito son:
- Apósitos combinados no adhesivos: heridas suturadas limpias, abrasiones y laceraciones y quemaduras leves. Pueden llevar incorporado carbón activado o aluminio, y están indicados en heridas exudativas malolientes e infectadas.
- Apósitos combinados adhesivos:heridas postquirúrgicas exudativas.
- Apósitos combinados impregnados: Su función es principalmente de protección y prevención.Tienen poca capacidad de absorción, y no pueden utilizarse en úlceras muy exudativas.
- Apósitos estériles activos: Además de ejercer una acción protectora, crean unas condiciones locales óptimas de humedad y temperatura que favorecen activamente la cicatrización. A su vez tienen diferentes características:

1. Alginatos: Poseen gran capacidad de absorción, y están indicados en úlceras muy exudativas.
2. Colágeno: Absorbe gran cantidad de exudado y produce una rápida hemostasia.
3. Espuma de poliuretano: indicada en úlceras por presión exudativas o dolorosas y en úlceras varicosas.
4. Hidrofibras: Lesiones exudativas (úlceras por presión y vasculares).
5. Geles de poliuretano: Están indicados en úlceras exudativas (por presión de grado II o III y varicosas).
6. Hidrocoloides: Se utilizan en úlceras por presión y úlceras vasculares.
7. Hidrogeles: Úlceras por presión con exudado mínimo o moderado y úlceras varicosas.

## Contraindicaciones
En líneas generales ha de evitarse la utilización de apósitos en los siguientes casos:
- Infección.
- Heridas por mordeduras (elevadísima tasa de infección).
- Heridas con afectación de tendones o hueso.
- Quemaduras profundas o con reacción alérgica perilesional.
- Tejido de granulación atípico o hipertrófico.
- Úlceras isquémicas.
- Úlceras secundarias a lesiones cancerosas.
- Tejido perilesional friable.